# Evan L. Pettus

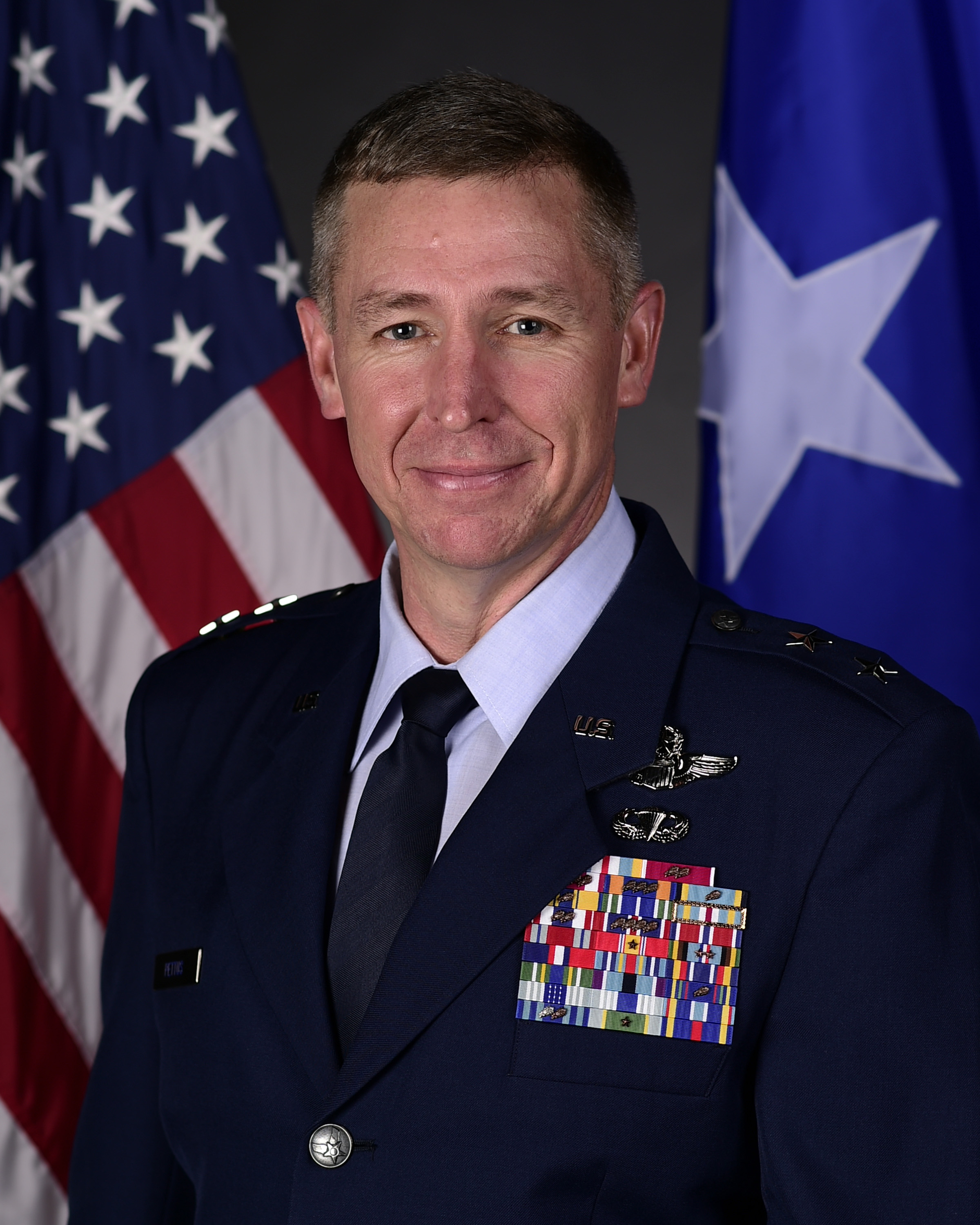
Evan L. Pettus (2022)

Evan Lamar Pettus (* um 1972 in Fayetteville, Arkansas) ist ein Generalleutnant der United States Air Force. Er war unter anderem Kommandeur der 12. Luftflotte.

## Leben
Im Jahr 1994 absolvierte Evan Pettus die United States Air Force Academy in Colorado Springs. Nach seiner Graduation wurde er als Leutnant in das Offizierskorps der Air Force aufgenommen. In der Folge durchlief er alle Offiziersgrade vom Leutnant bis zum Drei-Sterne-General.
Im Lauf seiner militärischen Karriere absolvierte er verschiedene Kurse und Schulungen. Dazu gehörten unter anderem eine Ausbildung zum Kampfpiloten und weitere Fortbildungskurse als Pilot neuer Flugzeugtypen, die Squadron Officer School auf der Maxwell Air Force Base in Alabama, das Air Command and Staff College über einen Fernkurs, der F-15E Weapons Instructor Course auf der Nellis Air Force Base in Nevada, das Air Force Institute of Technology, das Air War College, der Combined/Joint Forces Land Component Commander Course am United States Army War College in Carlisle in Pennsylvania sowie der Combined Force Air Component Commander Course und der Senior Joint Information Operations Applications Course, beide auf der Maxwell AFB. Im Jahr 2023 belegte er den Combined Force Maritime Component Commander Course in Miami, Florida. Außerdem erhielt er einen akademischen Grad von der Bellevue University in Nebraska.
In seinen frühen Jahren als Offizier der Luftwaffe war er an verschiedenen Stützpunkten in den Vereinigten Staaten stationiert. Dabei war er als Pilot, Flugausbilder oder Stabsoffizier bei unterschiedlichen Einheiten tätig. Dazwischen absolvierte er die erwähnten Schulungen. Zwischen Dezember 1996 und Januar 2000 war er in England auf der britischen Flugbasis in Lakenheath als Pilot und Stabsoffizier der 492. Kampfstaffel (492nd Fighter Squadron) stationiert. Anschließend wurde er nach Deutschland versetzt. In Friedberg war er bis Januar 2002 Verbindungsoffizier zur 1. Brigade der 1. Panzerdivision der United States Army.
In den folgenden Jahren setzte er seine Offizierslaufbahn an verschiedenen Standorten und in unterschiedlichen Funktionen in den Vereinigten Staaten fort. Im März 2012 kehrte er nach Deutschland zurück, wo er bis zum Juni 2012 auf der Ramstein Air Base als Leiter der Commander’s Action Group dem Stab der United States Air Forces in Europe angehörte. Eine weitere Auslandversetzung führte ihn nach Südkorea, wo er zwischen Juli 2014 und Juli 2016 der Stabsabteilung für Operationen der United States Forces Korea angehörte.
Im Juli 2016 kehrte Evan Pettus zur Flugbasis Lakenheath in England zurück. Dort kommandierte er bis zum Juli 2018 das 48. Kampfgeschwader (48th Fighter Wing). Anschließend wurde er mit der Leitung des Air Command and Staff Colleges auf der Maxwell AFB betraut. Dieses Amt bekleidete er bis zum Juni 2020. Es folgte eine Versetzung nach Saudi-Arabien zur Prince Sultan Air Base. Bis zum Juni 2021 hatte er dort den Oberbefehl über das 378. Expeditionsgeschwader (378th Air Expeditionary Wing). Danach wurde er auf der Nellis AFB in Nevada stellvertretender Leiter des U.S. Air Force-Warfare-Centers.
Am 22. Juli 2022 übernahm Evan Pettus auf der Davis-Monthan Air Force Base als Nachfolger von Barry Cornish das Kommando über die 12. Luftflotte (Twelft Air Force). Dieses Amt bekleidete er bis zum 11. September 2024, als er von David A. Mineau abgelöst wurde. Diese Luftflotte ist die Luftkomponente des United States Southern Commands.
Am 24. Juli 2024 verkündete das Verteidigungsministerium die Beförderung von Pettus zum Generalleutnant. Gleichzeitig sollte er stellvertretender Kommandeur des United States Southern Command mit Sitz in Doral in Florida werden. Diese Maßnahmen wurden am 7. November 2024 vollzogen.
Während seiner aktiven Zeit als Militärpilot absolvierte er über 2700 Flugstunden auf verschiedenen Flugzeugtypen.

## Daten der Beförderungen
| Abzeichen | Rang               | Jahr             |
| --------- | ------------------ | ---------------- |
|           | Second Lieutenant  | 1. Juni 1994     |
|           | First Lieutenant   | 1. Juni 1996     |
|           | Captain            | 1. Juni 1998     |
|           | Major              | 1. Juli 2004     |
|           | Lieutenant Colonel | 1. Juni 2008     |
|           | Colonel            | 1. Oktober 2013  |
|           | Brigadier General  | 31. Juli 2019    |
|           | Major General      | 3. Juli 2022     |
|           | Lieutenant General | 4. November 2024 |

## Orden und Auszeichnungen
Evan Pettus erhielt im Lauf seiner militärischen Laufbahn unter anderem folgende Auszeichnungen:
- Defense Superior Service Medal
- Legion of Merit
- Meritorious Service Medal
- Air Medal
- Aerial Achievement Medal
- Air Force Commendation Medal
- Army Achievement Medal